# ته وون سوک
ته وون سوک (کره‌ای: 태원석؛ زادهٔ ۱۰ ژوئن ۱۹۸۹) بازیگر اهل کره جنوبی است. او بیشتر به خاطر ایفای نقش در مجموعه‌های تلویزیونی بازیکن (۲۰۱۸)، دنبالهٔ آن بازیکن ۲: استاد کلاهبرداران (۲۰۲۴) و پسر خوب (۲۰۲۵) شناخته می‌شود.

## فیلم‌شناسی

### فیلم
| سال  | عنوان       | نقش      | توضیحات | منابع |
| ---- | ----------- | -------- | ------- | ----- |
| ۲۰۱۹ | شغل پرخطر   |          |         | [ ۶ ] |
| ۲۰۲۱ | نیمه‌شب      | سرباز    |         |       |
| ۲۰۲۴ | The Killers | رئیس بخش |         |       |

### مجموعه تلویزیونی
| سال  | عنوان                       | نقش           | توضیحات              | منابع  |
| ---- | --------------------------- | ------------- | -------------------- | ------ |
| ۲۰۱۸ | بازیکن                      | دو جین وونگ   |                      | [ ۷ ]  |
| ۲۰۱۹ | کلاس دروغ‌ها                 | طراح ماسک     | حضور افتخاری؛ قسمت ۱ | [ ۸ ]  |
| ۲۰۲۰ | هیچ‌کس نمی‌داند               | گو هی دونگ    |                      | [ ۹ ]  |
| ۲۰۲۰ | زندگی خصوصی                 | هان سون       |                      | [ ۱۰ ] |
| ۲۰۲۱ | افسانه سیزیف                | یو بونگ سون   |                      | [ ۱۱ ] |
| ۲۰۲۲ | گلیچ                        | کاپیتان پرینس |                      | [ ۱۲ ] |
| ۲۰۲۲ | زیر چتر ملکه                | سو هام دوک    |                      | [ ۱۳ ] |
| ۲۰۲۳ | سگ‌های شکاری                 | کانگ این بوم  |                      | [ ۱۴ ] |
| ۲۰۲۴ | بازیکن ۲: استاد کلاهبرداران | دو جین وونگ   |                      | [ ۱۵ ] |
| ۲۰۲۴ | افسانه بانو اوک             | دزد دریایی    | حضور افتخاری         | [ ۷ ]  |
| ۲۰۲۵ | پسر خوب                     | شین جه هونگ   |                      | [ ۱۶ ] |